# Списък на делегатите на Първото заседание на АСНОМ
Първото заседание на Антифашисткото събрание за народно освобождение на Македония се провежда на 2 август 1944 година в манастира „Свети Прохор Пчински“. Като делегати на това заседание се избрани 116 души. Те са избрани по преписи на Инициативния комитет за свикване на АСНОМ и на първото заседание на АСНОМ на ЦК на Македонската комунистическа партия. Въпреки това на заседанията участват едва 60, като някои от тях са новоизбрани. Според Добрин Мичев това прави заседанието нелегитимно.

## Президиум на АСНОМ
| Име                    | Занимание                                                                    | длъжност       |  |
| ---------------------- | ---------------------------------------------------------------------------- | -------------- |  |
| Методи Андонов – Ченто | търговец от Прилеп, югославски партизанин                                    | председател    |  |
| Панко Брашнаров        | учител във Велес, деец на ВМОРО и ВМРО (об)                                  | подпредседател |  |
| Емануил Чучков         | директор на гимназия в Скопие от Щип, югославски партизанин                  | подпредседател |  |
| Любчо Арсов            | инженер, икономист, банков чиновник от Щип, югославски партизанин            | секретар       |  |
| Владимир Полежиноски   | доктор и правист от Кичево, югославски партизанин                            | секретар       |  |
| Венко Марковски        | поет от Скопие                                                               | член           |  |
| Богоя Фотев            | земеделец от Бистрица, югославски партизанин                                 | член           |  |
| Цветко Узуновски       | работник от Ресен, югославски партизанин                                     | член           |  |
| Михайло Апостолски     | генерал-майор, командир на НОВ и ПОМ от Щип                                  | член           |  |
| Страхил Гигов          | началник персонално отделение от Велес, югославски партизанин                | член           |  |
| Петре Пирузе           | адвокат от Охрид, югославски партизанин                                      | член           |  |
| Кирил Петрушев         | типографски работник от Скопие                                               | член           |  |
| Йован Гелев            | свещеник от Дреново                                                          | член           |  |
| Епоминонда Попандонов  | професор от Струмица, югославски партизанин                                  | член           |  |
| Генади Илиев Лешков    | земеделец от Дреново                                                         | член           |  |
| Кемал Аголи            | студент по философия от Дебър, югославски партизанин                         | член           |  |
| Лазар Соколов          | инженер и икономист от Куманово                                              | член           |  |
| Вера Ацева             | домакиня от Прилеп, югославска партизанка                                    | член           |  |
| Камбер Хасан           | земеделец от Долни Дисан                                                     | член           |  |
| Ацо Петровски          | шивач, подпредседател на стопанската камара от Скопие, югославски партизанин | член           |  |
| Младен Георгиев        | земеделец от Челопек                                                         | член           |  |
| Лиляна Чаловска        | студентка от Битоля, югославска партизанка                                   | член           |  |

## Членове на АСНОМ
| Име                             | Занимание                                                         | Населено място |  |
| ------------------------------- | ----------------------------------------------------------------- | -------------- |  |
| Абдула Алия                     | работник                                                          | Прешево        |  |
| Александър Георгиев             | инженер                                                           | Гостивар       |  |
| Асен Симитчиев                  | кандидат адвокат                                                  | Скопие         |  |
| Атанас Бойков                   | командир на Струмишкия отряд                                      | Богданци       |  |
| Атанас Атанасов                 | работник, български партизанин                                    | Петрич         |  |
| Бане Андреев – Ронката          | югославски партизанин, политически комисар на Главния щаб         | Велес          |  |
| Благое Левко                    | адвокат                                                           | Велес          |  |
| Благой Хаджипанзов              | адвокат                                                           | Велес          |  |
| Благоя Минов                    | работник                                                          | Струмица       |  |
| Благое Стефков                  | работник, югославски партизанин                                   | Куманово       |  |
| Борис Атков                     | чиновник                                                          | Скопие         |  |
| Борис Поцков                    | типограф                                                          | Струмица       |  |
| Борис Чушкаров                  | учител, политически комисар на III бригада                        | Куманово       |  |
| Борко Темелковски               | работник, югославски партизанин                                   | Прилеп         |  |
| Боро Димитриев                  | поручик във военновъздушните сили на кралската Югословенска войка | Рамно          |  |
| Борис Милевски                  | поручик, командир на артилерийска бригада                         | Щип            |  |
| Боро Чаушев                     | работник, югославски партизанин                                   | Неготино       |  |
| Вангел Чукалевски               | югославски партизанин                                             | Битоля         |  |
| Ванчо Бурзевски                 | чиновник, югославски партизанин                                   | Свети Никола   |  |
| Васил Ивановски                 | работник, партизанин                                              | Головраде      |  |
| Васил Григоров Василев          | работник, български партизанин                                    | Петрич         |  |
| Васил Калайджиевски             | съдия                                                             | Вевчани        |  |
| Васко Карангелевски             | заместник-командир на V бригада, земеделец                        | Битоля         |  |
| Вельо Манчевски                 | свещеник, член на Главния щаб на НОВ и ПОМ                        | Брощица        |  |
| Веселинка Малинска              | чиновник, югославска партизанка                                   | Куманово       |  |
| Видое Смилевски                 | банков чиновник, югославски партизанин                            | Гостивар       |  |
| Владо Малески                   | студент по право, югославски партизанин                           | Струга         |  |
| Георги Ивановски                | учител, югославски партизанин                                     | Подмочани      |  |
| Диме Туриманджовски             | майор на НОВ и ПОМ                                                | Кавадарци      |  |
| Димитър Влахов                  | публицист, деец на ВМРО (об)                                      | Кукуш          |  |
| Димитър Зафировски              | журналист, деец на БКП                                            | Гевгели        |  |
| Димитър Миовски                 | лекар в железничарска болница                                     | Скопие         |  |
| Димитър Теменугов               | политически комисар на Струмишкия отряд                           | Богданци       |  |
| Димитри Манджовски              | земеделец                                                         | Костур         |  |
| Димче Беловски                  | чиновник, югославски партизанин                                   | Щип            |  |
| Димитър Стоянов - Мире          | професор, югославски партизанин                                   | Прилеп         |  |
| Душан Лукаров                   | работник                                                          | Скопие         |  |
| Елисие Поповски                 | банков чиновник                                                   | Маврово        |  |
| Живко Брайковски                | земеделец, югославски партизанин                                  | Беличица       |  |
| Златко Биляновски               | заместник политически комисар на III -та бригада                  | Пуста река     |  |
| Злате Тренески                  | земевладелец, югославски партизанин                               | Кленоец        |  |
| Иван Раднански                  | земеделец                                                         | Радня          |  |
| Иван Танев                      | поручик                                                           | Гевгели        |  |
| Иван Дойчинов                   | полковник, югославски партизанин                                  | Гевгели        |  |
| Илия Божиновски                 | чиновник                                                          | Ресен          |  |
| Илия Илиевски-Цветан            | адвокат, югославски партизанин                                    | Битоля         |  |
| Исак Сион                       | чиновник, югославски партизанин                                   | Щип            |  |
| Йонче Колев Търпевски           | работник                                                          | Ресен          |  |
| Йордан Блажевски                | инженер                                                           | Тетово         |  |
| Кемал Сейфула                   | занаятчия, югославски партизанин                                  | Скопие         |  |
| Кирил Георгиевски               | инженер-архитект в Скопска община, югославски партизанин          | Прилеп         |  |
| Киро Глигоров                   | адвокат, югославски партизанин                                    | Щип            |  |
| Кирил Мильовски                 | ветеринарен лекар, югославски партизанин                          | Битоля         |  |
| Кирил Михайловски               | учител, югославски партизанин                                     | Виница         |  |
| Кирил Чаулев                    | студент, югославски партизанин                                    | Охрид          |  |
| Кирил Стояновски                | свещеник, югославски партизанин                                   | Злести         |  |
| Кирил Тошев Кръстев             | работник, югославски партизанин                                   | Прилеп         |  |
| Коста Яшмаков                   | капитан, началник на щаб на III бригада                           | Битоля         |  |
| Лазар Гиновски                  | земеделец, югославски партизанин                                  | Белчища        |  |
| Лазар Мойсов                    | студент по право, югославски партизанин                           | Неготино       |  |
| Лазар Калайджийски              | работник, югославски партизанин                                   | Неготино       |  |
| Мара Нацева                     | работничка, югославска партизанка                                 | Куманово       |  |
| Маца Карбева                    | домакиня                                                          | Велес          |  |
| Методи Панов Джунов             | земеделец                                                         | Ваташа         |  |
| Методи Поповски                 | поручик командир на II бригада                                    | Прилеп         |  |
| Милан Костов Стефанов-Подземски | земеделец                                                         | Десово         |  |
| Милева Сабо                     | работничка                                                        | Скопие         |  |
| Мино Богданов                   | чиновник, югославски партизанин                                   | Велес          |  |
| Мино Минов                      | работник                                                          | Маврово        |  |
| Найдо Стаменин                  | работник, югославски партизанин                                   | Дуброво        |  |
| Наум Наумовски                  | политически комисар на II бригада                                 | Крушево        |  |
| Наум Веслиевски                 | подпоручик, заместник-командир на III -та бригада                 | Ресен          |  |
| Нафи Сюлейман                   | земеделец, югославски партизанин                                  | Търново        |  |
| Никола Вражалски                | кандидат адвокат                                                  | Кочани         |  |
| Никола Минчев                   | банков чиновник, югославски партизанин                            | Кавадарци      |  |
| Никола Мицев                    | ветеринарен лекар бактериолог, югославски партизанин              | Кратово        |  |
| Никола Пеев                     | работник                                                          | Богданци       |  |
| Олга Петрушева                  | работник, деец на НОФ и НОВМ                                      | Дойран         |  |
| Панче Неделковски               | подполковник, заместник-командир на Главния щаб на НОВ и ПОМ      | Скопие         |  |
| Перо Ивановски                  | работник, югославски партизанин                                   | Прилеп         |  |
| Петре Богданов – Кочко          | оперен певец, югославски партизанин                               | Скопие         |  |
| Петър Манговски                 | адвокат, югославски партизанин                                    | Велушина       |  |
| Славко Попантовски              | инженер, агроном, югославски партизанин                           | Скопие         |  |
| Стоилко Иванов                  | учител                                                            | Ораов дол      |  |
| Стоян Тодоровски                | приватен чиновник                                                 | Куманово       |  |
| Страхил Байовски                | учител                                                            | Берово         |  |
| Тихомир Милошевски              | майор, командир на III македонска бригада                         | Битуше         |  |
| Тодор Ношпал                    | търговец                                                          | Прилеп         |  |
| Тодор Циповски                  | работник, югославски партизанин                                   | Тетово         |  |
| Тодор Стоянов Звездин           | подполковник в кралство Югославия                                 | Скопие         |  |
| Томо Кутурец                    | чиновник, югославски партизанин                                   | Крушево        |  |
| Трайко Цветанов                 | студент                                                           | Крива паланка  |  |
| Трайче Трайчески                | земеделец                                                         | Цървена вода   |  |
| Христо Баялцалиев               | чиновник, български партизанин                                    | Солун          |  |
| Часлав Рангеловски              | инженер                                                           | Скопие         |  |
| Чеде Филиповски                 | работник, поручик на НОВ                                          | Гостивар       |  |
| Янко Шопов                      | техник                                                            | Гевгели        |  |

Делегатите Абдула Алия, Живко Брайковски, Васил Калайджиевски и Кирил Кръстевски са кооптирани за членове на АСНОМ на заседанието на Президиума на АСНОМ на 6 август 1944 година.